# Lottlisa Behling
Lottlisa Behling (15 de julio de 1909, Neustettin, Pomerania - 9 de enero de 1989, Múnich) fue una botánica e historiadora del arte alemana.

## Biografía
Behling estudió botánica e historia del arte en las Universidades de Greifswald, Halle y Berlín. En 1937, en Berlín, obtiene el doctorado. Su defensa de tesis doctoral se tituló Das ungegenständliche Bauornament der Gotik. Versuch einer Geschichte des Maßwerks (La no representación gótica en Bauornament. Intento de una historia de tracería). A continuación, fue contratada en los Museos Estatales de Berlín y recibió, en 1946, en la Universidad de Jena, una cátedra de Arte medieval y ornamentación. Dos años más tarde, obtiene la habilitación en la Universidad Humboldt de Berlín y fue directora adjunta y directora del Instituto de historia del Arte en la Universidad de Jena. 
En 1958, se graduó en la RDA; y, recibió primero un puesto de profesor en la Universidad de Erlangen-Núremberg. En 1960, tomó una cátedra en la Universidad Ludwig-Maximilian de Múnich.
Se especializó, poniendo énfasis de su trabajo científico, en iconografía vegetal en el arte de la Edad Media. Sus publicaciones "La flora medieval en la pintura sobre tabla al temple" y "La Flora de las Catedrales medievales" se consideran como libros canónicos.
En Munich, en su honor lleva su epónimo la  Avenida Lottlisa Behling en Schwabing-Freimann.

## Obra

### Algunas publicaciones
- Triumphkreuzgruppe der Danziger Marienkirche von 1517, ein Werk Meister Pauls von Danzig. In: Kunst. 1, 1948, ZDB 214653-8, p. 36–47.

- Eine Jüngste-Gerichts-Darstellung und ein Tumbengrab aus der Parlerwerkstatt in Thüringen. In: Zeitschrift für Kunstwissenschaft 2 (1/2): 9-14 1948, ISSN 0721-958X.

- Zur Engeldarstellung in der deutschen Kunst um 1000. In: Beiträge zur christlichen Philosophie 6: 25-37, 1950, ISSN 0174-8440.

- Die Passionstafeln vom Hochaltar der Predigerkirche zu Erfurt. In: Zeitschrift für Kunst 4 (3): 188-204, 1950, ZDB-ID 202970-4.

- Die „Schöne Madonna“ von Arnstadt. In: Die Kunst und das schöne Heim 48 (11):405-408, 1950, ISSN 0023-5423.

- Der Hausbuchmeister – Erhard Rewich. In: Zeitschrift für Kunstwissenschaft 5 (3/4): 179-180, 1951.

- Symmetrieprobleme in der bildenden Kunst. In: Wissenschaftliche Zeitschrift der Friedrich-Schiller-Universität Jena. Gesellschafts- und sprachwissenschaftliche Reihe 2 (3): 125-153, 1952/53, ISSN 0138-1652.

- Die Freiberger Tulpenkanzel, eine Blume der Spätgotik. Ein Beitrag zum gegenständlichen Ornament der Spätgotik. In: Wissenschaftliche Zeitschrift der Friedrich-Schiller-Universität Jena. Gesellschafts- und sprachwissenschaftliche Reihe 3 (4/5): 471-477, 1953/54.

- Die Freiberger Tulpenkanzel, ein Gewächs der Spätgotik. In: Die Kunst und das schöne Heim 52 (6): 211-213, 1954.

- Die klugen und die törichten Jungfrauen zu Magdeburg. Nachträge und Ergänzungen zur Erforschung der Magdeburger Skulpturen. In: Zeitschrift für Kunstwissenschaft 8 (1/2): 19-42, 1954.

- Die Handzeichnungen des Mathis Gothart Nithart genannt Grünewald. Böhlau, Weimar 1955.

- Die Pflanze in der mittelalterlichen Tafelmalerei. Böhlau, Köln, Graz 1957.

- Die Pflanzenwelt der mittelalterlichen Kathedralen. Böhlau, Köln u. a. 1964.

- Matthias Grünewald. Langewiesche, Königstein im Taunus 1969.